# アメリカ美術アカデミー
アメリカ美術アカデミー（American Academy of the Fine Arts）は1802年から1841年までアメリカ合衆国のニューヨークにあった美術家の教育機関である。保守的な教育を行ったことなどが学生や画家たちの反発を招き、1825年にナショナル・アカデミー・オブ・デザインが設立されることになった。

## 歴史

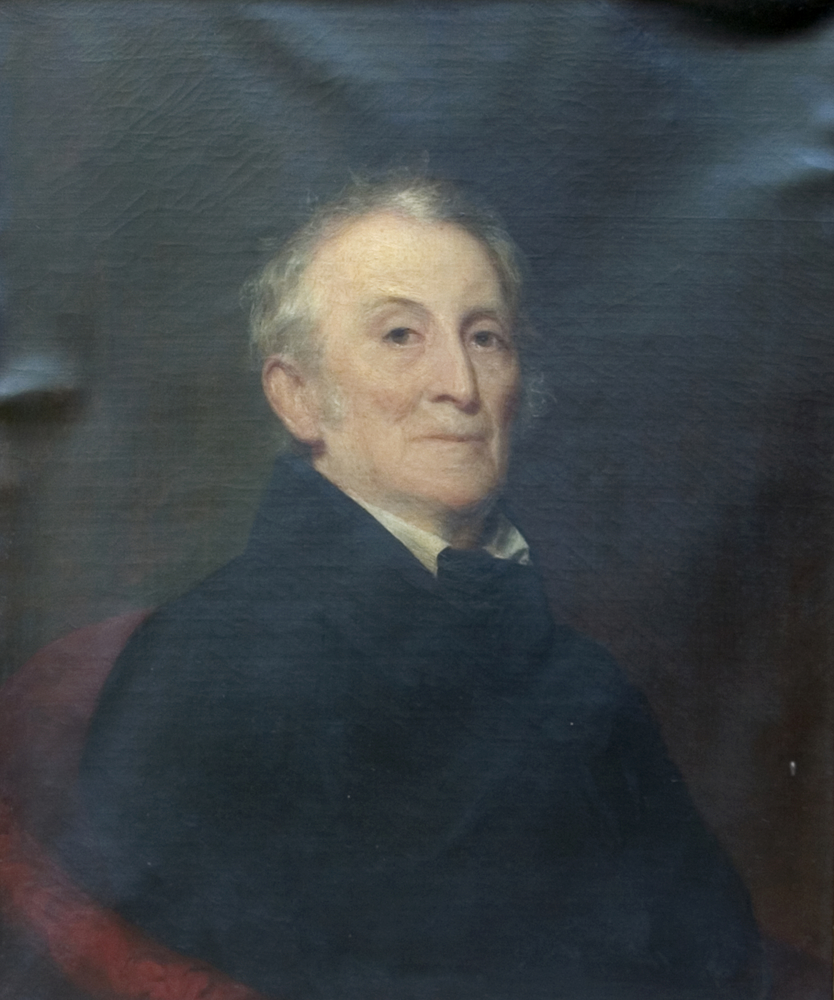
ジョン・トランブル
(画）James Frothingham

ニューヨーク美術アカデミー（New York Academy of the Fine Arts）の名で設立された 。設立メンバーにはニューヨーク市長のリチャード・ヴァリックや有力な政治家のヴァープランク（Gulian Verplanck）がいた。1817年から1836年の間、画家のジョン・トランブルが校長を務めた。1818年にトランブルは自分や多くのアメリカの初期の画家たちの師であるイギリスの画家、ベンジャミン・ウエストの肖像画をイギリスの人気肖像画家トーマス・ローレンスに、高額を払って依頼した。トランブルは自らが受けた古典的な美術の理想に基づく教育を押し付け、学生に対して暴君として振舞ったことから1825年に若い学生たちが、新たにニューヨークにナショナル・アカデミー・オブ・デザインを設立し、そちらに移っていった。ナショナル・アカデミー・オブ・デザインの創立メンバーにはサミュエル・モールスやアッシャー・ブラウン・デュランドらがいた。アメリカ美術アカデミーは、学生の離脱を無視して運営を続けたが、結局入学する学生の減少と、支援の減少から1841年に閉鎖された。
アカデミー所蔵のコレクションはトランブルの姪の夫でパトロンでもあったハートフォード屈指の豪商ダニエル・ワズワースが買い取り、1842年に自宅敷地内にワズワース・アテネウム美術館を設立した。